# Förderkreis Archive und Bibliotheken zur Geschichte der Arbeiterbewegung
Der Förderkreis Archive und Bibliotheken zur Geschichte der Arbeiterbewegung mit Sitz in Berlin ist ein gemeinnütziger eingetragener Verein, der sich der Unterstützung aller Bestrebungen, Archive und Bibliotheken zur Geschichte der Arbeiterbewegung geschlossen zu erhalten, sie systematisch zu ergänzen und der Öffentlichkeit zugänglich zu machen, widmet. Er wurde am 6. März 1991 in Berlin gegründet.
Weitere Vereinsziele sind die Pflege des kulturellen Erbes, speziell der Arbeiterbewegung sowie die Förderung der nationalen und internationalen Wissenschafts- und Kulturbeziehungen, regelmäßige Öffentlichkeitsarbeit zur Förderung der Vereinszwecke und die Verbreitung von Arbeitsergebnissen aus Archiven und Bibliotheken sowie die Interessenvertretung seiner Mitglieder als Nutzer einschlägiger Archive und Bibliotheken.
Der Förderkreis gibt zweimal im Jahr die „Mitteilungen. Förderkreis Archive und Bibliotheken zur Geschichte der Arbeiterbewegung“ heraus. Erscheinungsmonate sind März und September.
Der Förderkreis wurde am 6. März 1991 im Gebäude des Instituts für Geschichte der Arbeiterbewegung (IfGA) in Berlin gegründet. Das IfGA war Ende 1989 mit einer demokratisierten Struktur aus dem Institut für Marxismus-Leninismus beim ZK der SED hervorgegangen. Seine Aufgabe war es, die Aktenbestände des Zentralen Parteiarchivs und die Buchbestände der Bibliothek im IML vollständig und ungeteilt zu erhalten und in die sich neu zusammenfügende deutsche Archiv- und Bibliothekslandschaft einzubringen. Diese Bestände befinden sich heute im Bundesarchiv als „Stiftung Archiv der Parteien und Massenorganisationen der DDR im Bundesarchiv (SAPMO)“.
Der Förderkreis ist als Veranstalter von wissenschaftlichen Konferenzen und von wissenschaftlichen Vorträgen tätig.
Vorsitzende des Förderkreises waren  Henryk  Skrzypczak (1991–1992),  Günter Benser (1992–2011) und   Reiner Zilkenat (2011–2018). Gegenwärtiger Vorsitzender ist  Holger Czitrich-Stahl, von Oktober 2018 kommissarisch, seit Mai 2019 ordentlich. Stellvertretende Vorsitzende ist Elke Reuter.
Dem Wissenschaftlichen Beirat der "Mitteilungen. Förderkreis Archive und Bibliotheken zur Geschichte der Arbeiterbewegung" gehören an: Vera Bianchi, Peter Brandt. Gerhard Engel, Stefan Müller, Gisela Notz, Brigitte Pellar, Siegfried Prokop, Thilo Scholle, Christoph Stamm, Carola Tischler, Marga Voigt, Axel Weipert und Jörg Wollenberg.
Der Förderkreis betreibt eine eigene Webseite. Er ist  Mitglied in der International Conference of Labour and Social History  (ITH) mit Sitz in Wien und der International Association of Labour History Institutions (IALHI) mit Sitz in Amsterdam.